# Mel Tormé
Melvin Howard Tormé (Chicago (Illinois), 13 de setembre, 1925 - Los Ángeles (Califòrnia), 5 de juny, 1999), sobrenomenat "The Velvet Fog", va ser un músic, cantant, compositor, arranjador, bateria, actor i autor nord-americà. Va compondre la música de "La cançó de Nadal" ("Castnuts Roasting on an Open Fire") i va escriure la lletra amb Bob Wells. Tormé va guanyar dos premis Grammy i va ser nominat un total de 14 vegades.

## Joventut
Melvin Howard Tormé, era fill de William David Tormé, un immigrant jueu de Polònia, i de Betty Tormé (nascuda Sopkin), nativa de la ciutat de Nova York. Es va graduar a l'"Hyde Park High School". Infant prodigi, va actuar per primera vegada professionalment als quatre anys amb l'Orquestra Coon-Sanders, cantant "You're Driving Me Crazy" al restaurant Blackhawk de Chicago.
Va tocar la bateria al cos de tambor i corneta de l'escola elemental de Shakespeare. De 1933 a 1941, va actuar als programes de ràdio The Romance of Helen Trent i Jack Armstrong, the All-American Boy. Va escriure la seva primera cançó als 13 anys. Tres anys més tard, la seva primera cançó publicada, "Lament to Love", es va convertir en un èxit per al líder de la banda Harry James.

## Carrera
De 1942 a 1943, va ser membre d'una banda liderada per Chico Marx dels Germans Marx. Va ser el cantant i el bateria i també va crear alguns arranjaments. El 1943, Tormé va debutar al cinema en la primera pel·lícula de Frank Sinatra, el musical Higher and Higher. La seva aparició a la pel·lícula musical Good News de 1947 el va convertir en un ídol adolescent.
El 1944, va formar el quintet vocal "Mel Tormé and His Mel-Tones", modelat a partir de Frank Sinatra i "The Pied Pipers". "The Mel-Tones"", que incloïa Les Baxter i Ginny O'Connor, van tenir diversos èxits al davant de la banda d'Artie Shaw i pel seu compte, inclòs "What Is This Thing Called Love?" de Cole Porter? The Mel-Tones van ser uns dels primers grups vocals amb influència del jazz, obrir un camí posteriorment seguit per "The Hi-Lo's", "The Four Freshmen" i "The Manhattan Transfer".
Tormé va ser donat d'alta de l'exèrcit dels Estats Units el 1946, i aviat va tornar a una vida de ràdio, televisió, pel·lícules i música. El 1947 va començar una carrera de cantant en solitari. Les seves aparicions al Copacabana de Nova York van portar al disc jockey local Fred Robbins a donar-li el sobrenom de "The Velvet Fog" en honor al seu alt tenor i estil vocal suau. Tormé detestava el sobrenom. S'hi va referir de manera autocrítica com "aquesta veu de Velvet Frog". Com a cantant solista, va gravar diversos èxits romàntics per a Decca i amb l'Orquestra Artie Shaw per a Musicraft (1946–1948). El 1949 es va traslladar a Capitol, on el seu primer disc, "Careless Hands", es va convertir en el seu únic èxit número u. Les seves versions de "Again" i "Blue Moon" es van convertir en cançons d'autor. La seva composició California Suite, impulsada per "Manhattan Tower" de Gordon Jenkins, es va convertir en el primer àlbum LP de 12 polzades de Capitol. En aquesta època, va ajudar a ser pioner del jazz genial.
Va tenir un programa de ràdio, Mel Tormé Time, que va aparèixer al Progressive Broadcasting System de curta durada als anys 50. De 1955 a 1957, va gravar set àlbums de jazz vocal per a Bethlehem Records de Red Clyde, tots amb grups liderats per Marty Paich, sobretot Mel Tormé i Marty Paich Dek-Tette. Es va fer conegut per les seves habilitats d'arranjament, guanyant-se el respecte dels músics.

Al seu llibre de 1994 'My Singing Teachers, Tormé va citar a Patty Andrews, la cantant principal de les Andrews Sisters, un dels actes de l'espectacle més reeixits de la dècada de 1940, com una de les seves vocalistes preferides, dient:
| « | "Tenien més rècords d'èxit dels que podríeu comptar, i un dels motius principals de la seva popularitat va ser Patty Andrews. Es va posar al mig de les seves germanes, va plantar els peus separats i va cantar solos i va cantar les parts principals amb alegria i confiança. El tipus de cant que ella feia no es pot ensenyar, no es pot estudiar en llibres, no es pot escriure. Una llarga experiència com a cantant i les orelles ben obertes van ser els seus únics mestres, i va aprendre bé les seves lliçons." | » |

Encara que va passar la major part de la seva carrera cantant jazz, Tormé tenia un profund apreci per la música clàssica, especialment la de Frederick Delius i Percy Grainger. El rock and roll el considerava "fem de tres acords".
A les dècades de 1960 i 70, Tormé va cobrir melodies pop del dia, sense quedar-se mai gaire amb un segell. Va tenir dos èxits menors: el seu enregistrament de 1956 de "Mountain Greenery", que va millorar al Regne Unit on va arribar al número 4; i la seva cançó de R&B de 1962 "Comin' Home Baby", arranjada per Claus Ogerman, que va arribar al número 13 al Regne Unit. Aquest darrer enregistrament va portar a la cantant de jazz i gospel Ethel Waters a dir que "Tormé és l'únic home blanc que canta amb l'ànima d'un negre". "Comin' Home Baby" va ser posteriorment cobert per Quincy Jones i Kai Winding.

## Televisió
El 1960, Tormé va aparèixer al drama criminal de televisió Dan Raven amb Don Dubbins. Va tenir un paper en un western intercultural titulat Walk Like a Dragon, protagonitzat per Jack Lord. Va interpretar a "The Deacon", un pistoler que cita la Bíblia que protegeix una dona propietaria d'un bar i ensenya a un jove xinès l'art del dibuix ràpid. En una escena, diu a una víctima que aviat serà: "Dieu les vostres oracions, germans mestres. Sou un cadàver" i després compleix la promesa. Igual que Sammy Davis Jr. i Robert Fuller, Tormé era un expert en dibuix ràpid de la vida real. També va cantar el tema principal de l'espectacle.
Entre 1963 i 1964, Tormé va escriure cançons i arranjaments per a The Judy Garland Show, on va fer tres aparicions com a convidat. Quan ell i Garland van tenir una disputa, va ser acomiadat. Uns anys més tard, després de la mort de Garland, el seu temps amb el seu programa es va convertir en el tema del seu primer llibre, The Other Side of the Rainbow with Judy Garland on the Dawn Patrol (1970). Encara que el llibre va ser elogiat, alguns van considerar que pintava una imatge excessivament poc afavoridora de Garland i que Tormé havia exagerat les seves contribucions al programa; va conduir a una demanda infructuosa de la família de Garland.
El 1967, va aparèixer amb Lucille Ball en un episodi de dues parts de The Lucy Show: "Main Street U.S.A". — com Mel Tinker, un compositor que espera preservar el caràcter de la seva petita ciutat. Tormé també va escriure la cançó que va donar títol a l'episodi, i la interpreta amb Ball.
Tormé va fer nou aparicions com a convidat com ell mateix (i una com a àngel de la guarda) a la comèdia de situació dels anys vuitanta Night Court. El personatge principal, el jutge Harry Stone, interpretat per Harry Anderson, va ser representat com un fanàtic descarat de Tormé, una admiració que Anderson compartia a la vida real; pronunciaria l'elogi al funeral de Tormé. Tormé va aparèixer als anuncis de "Mountain Dew" i en un episodi de 1995 de la sitcom Seinfeld ("The Jimmy") com ell mateix. Va gravar una versió de "Straighten Up and Fly Right" de Nat King Cole amb el seu fill, el cantant Steve March-Tormé. Va treballar amb el seu altre fill, l'escriptora i productora de televisió Tracy Tormé, a Sliders. L'episodi de 1996, titulat "Greatfellas", presentava a Tormé com una versió de si mateix d'un univers paral·lel en el qual és un cantant de música country que també és un informador de l'FBI.
A la caricatura de 1988 de Warner Bros. The Night of the Living Duck,, l'ànec Daffy ha de cantar davant de diversos monstres però no té una bona veu per a cantar, per la qual cosa inhala una substància anomenada "Eau de Tormé" i canta com Mel Tormé, que va proporcionar les veus.: p. 176
El 31 de desembre de 1988, Tormé va acollir un programa de varietats de dues hores titulat Happy New Year, U.S.A. a la televisió PBS.

## Ressorgiment

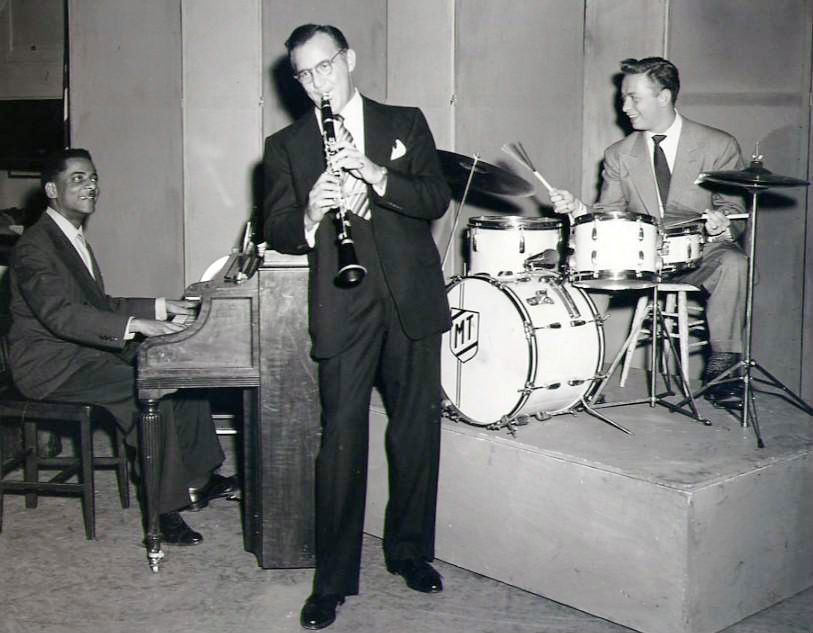
Tormé a la bateria amb Benny Goodman i Teddy Wilson

El ressorgiment del jazz vocal a la dècada de 1970 va donar lloc a un període d'èxit per a Tormé. Les seves actuacions en directe van restaurar la seva reputació com a cantant de jazz. Va actuar fins a 200 vegades a l'any en sales d'arreu del món. El 1976, va guanyar un premi Edison (l'equivalent holandès del Grammy) al millor cantant masculí, i un premi DownBeat al millor cantant de jazz masculí. Durant diversos anys, les seves aparicions al Michael's Pub de l'Upper East Side obririen extraoficialment la temporada de cabaret de tardor de Nova York.

Durant les dècades de 1980 i 1990 va actuar sovint amb George Shearing, gravant sis àlbums junts per a Concord Records. Sobre aquest període Shearing va escriure:
| « | "És impossible imaginar una parella musical més compatible... Humilment vaig proposar que Mel i jo vam tenir el millor matrimoni musical en molts anys. Literalment vam respirar junts durant les nostres innombrables actuacions. Tal com va dir Mel, érem dos cossos d'una ment musical." | » |

Es va reunir amb Marty Paich per a una gira i els àlbums Mel Tormé and the Marty Paich Dektette – In Concert Tokyo i Mel Tormé and the Marty Paich Dektette – Reunion. Va actuar amb la big band de Rob McConnell i va gravar Mel Tormé, Rob McConnell i el Boss Brass. El 1995 va fer una gira amb Ken Peplowski. Durant gran part del període posterior de la seva carrera, el trio de Mel estava compost per John Colianni, piano; John Leitham, baix; i Donny Osborne, bateria. Amb aquest grup, Tormé va gravar 6 discos i va fer gires internacionals. En alguns casos, Mel i aquest grup es van unir a Doc Severinsen i la seva orquestra, "Maureen McGovern" i "Cleo Laine/John Dankworth", i els directors convidats en concerts simfònics incloïen Bob Krogstad i Keith Lockhart.
Tormé va fer una aparició vocal convidada a l'àlbum de 1983 Born to Laugh at Tornadoes de la banda de pop progressiu Was (Not Was). Tormé va cantar la cançó satírica de jazz "Zaz Turned Blue" sobre un adolescent que està ofegat com a part d'una asfíxia eròtica ("Steve li va estrènyer el coll/Va imaginar què dimonis"), i que pot haver patit o no dany cerebral com a resultat ("Ara juga molt al billar/I com a regla general/Porta un somriure ximple/A la barbeta").
El 1991 Tormé va publicar Traps, the Drum Wonder, una biografia del bateria Buddy Rich, que era amic seu des que Rich va deixar els Marines el 1944. També posseïa i tocava una bateria que el bateria Gene Krupa va utilitzar durant molts anys. George Spink, tresorer de l'Institut de Jazz de Chicago de 1978 a 1981, va recordar que Tormé va tocar aquesta bateria al Festival de Jazz de Chicago de 1979 amb Benny Goodman a "Sing, Sing, Sing".

## Escriptura, composició de cançons i enregistraments
Els llibres de Tormé inclouen The Other Side of the Rainbow (1970), una memòria de la seva època com a assessor musical del programa de televisió de Judy Garland; Traps, the Drum Wonder (1991), una biografia de Buddy Rich; Els meus professors de cant: reflexions sobre el cant de la música popular (1994); Wynner (1978) una novel·la; i It Wasn't All Velvet (1988), la seva autobiografia.
Tormé va escriure més de 250 cançons, moltes de les quals es van convertir en estàndards. Sovint escrivia els arranjaments de les cançons que cantava. Va col·laborar amb Bob Wells en la seva composició més popular, "The Christmas Song" (1946); van escriure la cançó en un dia assolellat i assolellat a Califòrnia, asseguts i proposant totes les coses més "d'hivern" que podien pensar, en un intent de refrescar-se; va ser gravat primer per Nat King Cole. Tormé va dir que va escriure la música en 45 minuts i que no era pas una de les seves favorites, anomenant-la "la meva anualitat".

## Vida personal
Mel Tormé es va casar quatre vegades. Els seus matrimonis van acabar en divorci, excepte l'últim. Li va sobreviure la seva dona, Ali; cinc fills, Steve March-Tormé, Melissa Torme-March i Tracy, Daisy i James Tormé; i dos fillastres, Carrie Tormé i Kurt. Tracy era guionista i productora. James Tormé és un vocalista de jazz amb seu a Los Angeles, Califòrnia. Steve March-Tormé també és un músic que viu i treballa a Appleton, Wisconsin.

## Malaltia i mort
El 8 d'agost de 1996, un ictus va posar fi als 65 anys de carrera cantant de Tormé. El febrer de 1999, va ser guardonat amb el premi Grammy Lifetime Achievement Award. Va morir d'un altre ictus el 5 de juny de 1999, als 73 anys. Està enterrat al cementiri Westwood Village Memorial Park de Los Angeles. En el seu assaig elogiós, John Andrews va escriure:
| « | "L'estil de Tormé compartia molt amb el del seu ídol, Ella Fitzgerald. Tots dos estaven fermament arrelats a la base de l'era del swing, però tots dos semblaven capaços d'incorporar innovacions bebop per mantenir les seves actuacions sonant fresques i contemporànies. Com Sinatra, van cantar amb una dicció perfecta i van treure el contingut emocional de les lletres a través de subtils alteracions de fraseig i harmonia. Les balades es caracteritzaven per parafrasejar la melodia original que sempre semblava de bon gust, apropiada i respectuosa amb la visió del compositor. A diferència de Sinatra, és probable que tant Fitzgerald com Tormé es deixin de soltar durant un número de ritme amunt amb diversos cors scat, utilitzant les seves veus sense paraules per improvisar un solo com un instrument de metall o de fusta." | » |

## Discografia
- Article detallat: Discografia de Mel Tormé a la Viquipèdia anglesa.

Films

- Higher and Higher (1943)
- Ghost Catchers (1944)
- Pardon My Rhythm (1944)
- Resisting Enemy Interrogation (1944) (documentary)
- Let's Go Steady (1945)
- Junior Miss (1945)
- The Crimson Canary (1945) (drums dubber)
- Night and Day (1946) (drummer at rehearsal)
- Janie Gets Married (1946)
- Good News (1947)
- Words and Music (1948)
- Duchess of Idaho (1950)
- The Fearmakers (1958)
- The Big Operator (1959)
- Girls Town (1959)
- Walk Like a Dragon (1960)
- The Private Lives of Adam and Eve (1960)
- The Patsy (1964) (Cameo)
- A Man Called Adam (1966) (Cameo)
- Land of No Return (1978)
- Artie Shaw: Time Is All You've Got (1985) (documentary)
- The Night of the Living Duck (1988) (short subject) (voice)
- Daffy Duck's Quackbusters (1988) (voice)
- The Naked Gun 2½: The Smell of Fear (1991) (Cameo)

## Televisió
- The Mel Tormé Show (1951–1952)
- TV's Top Tunes (host in 1951)
- Faye Emerson's Wonderful Town (1 episode, 1952)
- Summertime U.S.A. (1953)
- The Nat King Cole Show (July 9, 1957)
- The Comedian (1957) (written by Rod Serling, directed by John Frankenheimer)
- Playhouse 90, as Lester Hogarth in "The Comedian" (1957)
- The Pat Boone Chevy Showroom (January 7, 1960)
- U.S. Marshal, as Johnny Fleck in "The Man Who Lived Twice" (1960)
- Judy Garland Christmas Special (1963)
- To Tell the Truth (panelist, 1964)
- The Lucy Show as Mel Tinker (3 episodes, 1965–1967)
- The Sammy Davis Jr. Show (March 11, 1966)
- Run for Your Life, with Ben Gazzarra (episode writer)
- You Don't Say! (guest, 1967)
- The Virginian (special guest, episode writer, 1968)
- The Bold Ones: The Lawyers - episode "The Crowd Pleaser" (November 2, 1969)
- The Carol Burnett Show (2 episodes) Season 4 Episode October 6, 19, 1970 & Season 5 Episode 9 November 17, 1971
- It Was a Very Good Year (1971) (Summer replacement series)
- Chase, as Cyclops in "$35 Will Fly You to the Moon" (1974)
- The Merv Griffin Show (3 guest appearances, 1976–1979)
- The Christmas Songs (1979) (Host, Performer) (PBS Christmas variety show)
- Pray TV (1982) (Cameo)
- Hotel (1983) (pilot for series) (Cameo)
- Night Court (10 guest appearances 1986–1992, most as himself)
- A Spinal Tap Reunion: The 25th Anniversary London Sell-Out (1992)
- Pops Goes the Fourth (1995)
- Seinfeld – "The Jimmy" (1995)
- Sliders – "Greatfellas" (1996)
- Happy New Year, U. S. A. December 31 PBS

## Família
Fills i fillastres:
- Steve March-Tormé (n. 1953), cantant i compositor
- Melissa Torme-March (n. 1955), actriu
- Tracy Tormé (1959-2024), guionista i productora de cinema
- Daisy Tormé (n. 1969), cantant, actriu, locutora
- James Tormé (n. 1973), cantant